# Dolina Talasskaya
Dolina Talasskaya är en dal i Kirgizistan.   Den ligger i oblastet Talas, i den nordvästra delen av landet, 190 km väster om huvudstaden Bisjkek.